# Tora e Piccilli
 Tora e Piccilli  község (comune) Olaszország Campania régiójában, Caserta megyében.

## Fekvése
A megye északnyugati részén fekszik, Nápolytól 60  km-re északnyugatra, Caserta városától 40 km-re északnyugati irányban. Határai: Conca della Campania, Marzano Appio és Presenzano.

## Története
A település eredetére vonatkozóan nincsenek pontos adatok. Valószínűleg egy ókori szamnisz településen alakult ki. A longobárd időkben (8-9. század) a teanói püspökök birtoka volt. A következő századokban nemesi birtok volt. A 19. században nyerte el önállóságát, amikor a Nápolyi Királyságban felszámolták a feudalizmust.

## Népessége
A népesség számának alakulása:

## Főbb látnivalói
- középkori őrtorony
- San Giovanni Apostolo-templom
- Ciampate del Diavolo őslénylelőhely
- San Simeone-templom